# 金鎔玄
金鎔玄（韓語：김용현，1978年5月13日—），韓國前男子羽球運動員。
金鎔玄與任邦彦一起參加2004年夏季奧林匹克運動會羽球比賽男子雙打項目。他們在第一輪輪空，在第二輪擊敗了丹麥的拉爾斯·帕斯克和喬納斯·拉斯姆森。在四分之一決賽中，兩人以15-1、15-10輸給了印尼的徐永賢和林培雷。
金鎔玄還與李孝貞一起參加混合雙打比賽。他們在第一輪輪空，並在第二輪比賽中被丹麥的延斯·埃里克森和梅特·施約達格擊敗。

## 主要比賽成績

### 奧運會和世錦賽參賽紀錄
|          | 搭檔   | 2004 |
| -------- | ------ | ---- |
| 男子雙打 | 任邦彥 | 8強  |
|          |        |      |
| 混合雙打 | 李孝貞 | 16強 |